# Pheidochloa
Pheidochloa és un gènere de plantes de la família de les poàcies És originari d'Austràlia i Nova Guinea.
Fou descrit per Stanley Thatcher Blake i publicat a Proceedings of the Royal Society of Queensland 56: 20. 1944.

## Taxonomia
- Pheidochloa gracilis  S.T.Blake
- Pheidochloa vulpioides Veldkamp